# Герб Пушкиногорского района
Герб муниципального образования «Пушкиного́рский райо́н» Псковской области Российской Федерации.
Герб утверждён постановлением Собрания депутатов Пушкиногорского района № 155 от 22 июня 2001 года.
Герб внесён в Государственный геральдический регистр Российской Федерации под регистрационным номером 798.

## Описание герба
«В золотом поле три зелёные горы, из которых средняя остроконечно завершена подобно церковному куполу, горы обременены серебряной лирой, по сторонам украшенной в виде обращённых врозь лебедей и с подставкой в виде раскрытой книги».
Герб может воспроизводиться в двух равнодопустимых версиях:
 — без вольной части;
 — с вольной частью с гербом Псковской области в верхнем углу (версия герба с вольной частью вступает в силу после внесения герба Псковской области в Государственный геральдический регистр Российской Федерации).

## Обоснование символики
Зелёное поле щита напоминает не умирающую природы, вечность и несущие в бесконечное продолжение свои воды река Великая и впадающая в неё Сороть.
Возвышенности под золотом солнечного неба символизирует три исторические горы:
 — Савкину Горку — поселение на ней датировано X веком. Она помнит Стефана Батория. Отсюда любуясь подвижными картинами вдохновлялся А. С. Пушкин.
 — Городище Воронич — рукотворное укрепление созданное в XIV веке на границе с Литвой и Ливонией.
 — Синичья — стилизована под купол собора. На ней в XVII веке по приказу Ивана Грозного воздвигнут Свято-Успенский Святогорский монастырь. У стен которого на родовом кладбище обрёл вечный покой великий А. С. Пушкин.
Лира — символ муз и поэзии. Особенность нашего края. Она напоминает лебединую преданность своей Родине. Чистоту и верность чувств. Зовущая на вдохновенное, осознанное созидание. Внутренние элементы лиры обозначают центральный вход и окна в храм, а в целом — христианский крест, который символически связывает исторический промежуток от Святых до ныне существующих Пушкинских гор.
Золото созвучно с цветом спелых хлебных полей, теплом и уютом берегов наших водоемов.
Золото в геральдике — символ прочности, величия, богатства, интеллекта, великодушия.
Серебро в геральдике — символ простоты, совершенства, мудрости, благородства, мира, взаимосотрудничества.
Герб разработан при содействии Союза геральдистов России.
Авторы герба: идея герба — Василий Иванов (п. Пушкинские Горы); геральдическая доработка — Константин Моченов (Химки); компьютерный дизайн: Юрий Коржик (Воронеж).